# 족발 (요리)
족발(문화어: 발족찜)은 돼지의 발을 간장과 여러 향신료를 곁들여 삶아서 조린 한국 요리이다. 보통 편을 내어 편육으로 먹는다. 중국 유래설이 있기는 하나 황해도의 토속음식에서 유래되었다는 설이 유력하며, 현대 한국의 족발요리 속에는 중국음식이라 느낄 수 있는 어떤 표식도 찾아볼 수 없고, 상추에 싸 먹는다거나 냉면 혹은 막국수와 함께 먹는 등 한국음식으로 완전히 자리잡은 한국 전통음식에 속한다.
한국에서는 예로부터 돼지를 푹 삶은 수육을 된장이나 새우젓에 찍어 먹는 요리가 있었다. 돼지 부위중에 특별히 돼지 발을 따로 삶아내어 이것을 족발이라 하는데, 식당에서 팔리기 시작한 것은 한국전쟁으로 탈북한 이주민들이 식당을 개업하기 시작하면서 부터로 보인다.
한국의 대표적인 야식으로, 배달주문이 가능하고 술안주 등으로 인기가 높다. 1960년대 장충동 일대에서 족발집이 성업하며 전국적으로 알려지게 되었다. 식재료가 돼지족발이라는 점에서 거부감이 있기는 하나 중국, 프랑스, 브라질, 이탈리아, 독일 등에서도 족발을 식재료로 사용한 비슷한 요리가 많다.
콜라겐 등이 많이 함유되어 있어 피부건강에 도움이되며 식감이 쫄깃한 것이 특징이다.

## 한국

### 어원
족발은 신체 부위를 가리키는 말인 ‘발’과 발을 뜻하는 한자인 ‘족(足)’을 합하여 만든 합성어이다. 족발의 '족'이 발 족이라면, 족 발 둘 다 '발'이라는 말이 돼서 겹말이지만 표준어로 굳어졌다. 이렇게 된 것에 대한 설은 몇 가지가 있는데 한자밖에 몰라도 잘 알아볼 수 있게 한자 병기가 이루어졌기 때문이라는 설과 족발이 아니라 두 굽으로 갈라진 짐승의 발을 의미하는 '쪽발'의 여린말인 족발이 어원이라는 설도 있다. 足(족)에는 다리라는 뜻도 있으므로 겹말이 아닐 수도 있다.

### 역사
한국에서는 예로부터 돼지나 소의 다리와 족발을 요리에 활용하곤 하였는데, 궁중에서는 돼지 족이나 소족 등을 족편으로 만들어 먹곤 하였으며, 일반 서민들은 삶은 돼지족을 양념에 재운 뒤 구워 먹곤 하였다. 소나 돼지의 발을 장기간 푹 고아서 국물을 보양식으로 먹기도 했는데, 특히 산모가 젖이 나오지 않을 때 돼지의 족발을 고아 먹으면 젖이 잘 나온다는 민간요법도 있다.
족발의 기원은 황해도의 토속음식중에 돼지 다리를 삶아 갱엿 등에 조려낸 '갱엿돼지족조림'에서 유래한 것으로 추정된다. 공덕동 공덕시장의 족발골목도 유명하지만 족발하면 누구나 서울의 장충동을 떠올린다. 40여 년 전부터 하나둘씩 생겨난 족발집들이 가장 많이 몰려 있는 곳이기 때문이다. 이런것처럼 현재의 족발은 1960년대 장충동에서 시작된 음식으로, 평안도와 황해도 출신 할머니들이 생계를 위해 개발한 음식으로 알려져 있다. 60~70년대 프로레슬링 경기나 권투경기가 자주 열리던 장충체육관의 관람객들을 통해 널리 알려지기 시작했다.
장충동 족발골목의 최초는 전승숙 씨와 김정연 씨가 동업으로 1961년에 문을 연 '평안도집'이라는 설이있다. 동업 6년 만에 서로 독립하여 '뚱뚱이할머니집'과 '평남할머니집'을 개업하였다. 이후 시조나 원조 분쟁이 있었고 상호등록 등으로 진행되었다. 또 다른 설은 터줏대감 격인 이경순 할머니가 한국전쟁 때 피난을 와서 고향에서 먹던 족발 음식과 중국의 오향장육을 응용해 개발한 것이다. 아무튼, '평안도 족발'이라는 상호를 보고 찾아온 실향민과 근처 장충체육관의 관람객, 남산 국립극장의 유동 인구가 몰리면서 유명해져 족발 거리가 형성되었다고 한다.
1968년 정부주도의 축산장려정책에 양돈이 포함되면서 돼지고기 부산물로 물량이 증가하자 값싼 재료 덕분에 대중화의 길을 걸을 수 있게 되었다. 1990년대에 돼지 족발 배달전문점이 생기면서 전국적으로 크게 인기를 누렸다. 1981년에 야간 통행금지가 해제 되었으나 1990년 들어 범죄와의 전쟁을 선포하며 술집 등의 영업시간을 자정까지로 제한하였는데, 12시 넘어 갈 곳 없는 주당들이 여관을 잡아 술 안주로 주로 치킨이나 족발을 시키자 족발전문집들이 크게 번성했다.
한편 과거부터 한국에서는 작은 돼지로 만든 족발은 썰지 않은 채 통으로 하여 ‘미니족’이라는 이름을 붙여 시판하기도 한다. 그 외에도 매운 맛을 더한 불족발도 있다. 서울에는 '장충동 족발'이 유명하고 충청북도에서는 오향족이라는 향토음식이 있다. 오향(감인, 복령, 백홍, 인삼, 사인)에 족발을 넣고 삶은 요리이다.
그러나 2000년대에 들어서 발전하기 시작했다. 불족발보다 엄청 매운 "마왕족발", 밥과 함께 먹는 요리이자 치밥처럼 먹는 "족밥",  편의점에서도 쉽게 먹을 수 있는 "미니족발", "장충동 편의점용 족발" 등 족발 바리에이션이 많이 등장했기 때문이다. 이러한 인기와 성장으로 인해 대한민국의 국민 음식 가운데 하나로 자리매김 했다.

## 외국

### 백운저수
돼지 발로 만드는 음식은 중국에서도 즐겨 먹는 음식으로, 생일상에 장수를 비는 국수와 함께 올린다. 중국식 족발에는 재미있는 유래가 있다. 백운사(白云寺)의 주지승이 탁발을 나간 사이에 젊은 중이 돼지다리를 먹으려고 절 앞 계곡에서 삶던 중에 주지승이 돌아오자 급한 마음에 물속에 족발을 던져 버렸다. 이걸 지켜본 나뭇꾼이 몰래 꺼내다가 양념을 발라 먹었는데 느끼하지 않고 맛있었다고 한다. 찬물에 급격히 식으며 쫄깃함이 추가된 때문으로 보인다. 이후 돼지족발 요리를 절 이름을 따서 '빠이윈주서우(白云猪手)'라고 불렀다고 한다.

### 만삼제
중국의 돼지족발 요리인 만삼제(萬三蹄)는 강소성(江蘇省) 소주시(蘇州市)에 있는 주장(周庄)의 대표적인 요리중에 하나다. 이 요리 이름이 중국 거부(巨富)의 상징인 심만삼(沈萬三)과 명나라 태조 주원장 사이에 악연에서 비롯되었다. 1365년에 주원장이 소주(蘇州)을 공격하였으나 8개월 동안 고전 하였는데, 이는 소주(蘇州)를 차지하고 있던 장사성(張士誠)을 강남 대부호인 심만삼(沈萬三)이 막강한 경제력으로 군비를 지원하고 있었기 때문이었다. 정복에 성공한 후 주원장은 상인들을 싫어하였는데, 특히 심만삼(沈萬三)을 눈에 가시처럼 여기며 그의 재산을 빼앗을 궁리를 하였다.
건국후 어느날 주원장이 심만삼의 집을 방문하였는데, 돼지족발 요리가 다른 음식들과 함께 나왔다. 기회라고 생각한 주원장은 요리의 이름을 물었다. 만약 돼지족발(猪蹄)이라고 답할 경우에 돼지를 뜻하는 '저(猪)'의 발음이 '주(朱)'자와 동일한 'zhū'가 됨으로 곧 '주원장의 발(황제의 발)'을 먹는다는 뜻이 되므로 죽음을 면키 어렵게 된다. 이를 직감한 심만삼은 '만삼제(萬三蹄)'라 답하며 자신의 가문에서 자주 해먹는 요리라서 그리 부르고 있다고 답하였다.
통째로 놓인 족발을 보고 먹는 법을 알려 달라며 주원장이 재차 공격했다. 본래 칼로 잘라 먹는 것이었으나 황제 앞에서 칼을 든다는 것은 역모의 혐의를 뒤집어 쓸 수 있으므로 심만삼은 족발에서 가는 뼈를 뽑아내어 그것으로 족발을 잘라 황제에게 내밀었다. 두 차례에 걸친 시험에 심만삼이 지혜롭게 빠져나가자 주원장은 허탈해하며 빈손으로 돌아갔다. 이 일화로 만삼제(萬三蹄)로 불리게 되었고 오늘날에 중국인들은 만삼제를 칼이 아닌 돼지뼈로 잘라 먹는다고 한다.

### 급제 기원
한국에서는 수험생들이 엿과 찹쌀떡 등을 먹으며 합격을 기원한다. 과거 중국 선비들은 엿과 인절미 외에도 급제 기원을 위해 돼지 족발을 먹었다. 이는 당나라 때의 고사에서 비롯된 풍습이다. 과거를 앞둔 선비들이 모여 장원급제를 하면 당시 수도였던 장안에 있는 대안탑(大雁塔)에 붉은 묵으로 합격자의 이름과 시제를 새겨 영원히 기념하자고 서약했다. 이때부터 급제자의 이름을 붉은 묵으로 시제와 함께 적었고 이를 주제(朱題)라 하였다. 그런데 중국어로 주제(朱題)와 돼지족발을 지칭하는 저제(猪蹄)가 발음이 같았기에 자연스럽게 과거시험에 임하는 선비들은 돼지족발을 먹는 풍습이 생겼다고 한다.

### 기타 국가
브라질의 전통음식인 페이조아다에도 족발을 써서 한국의 족발과 비슷하게 만들기도 하며, 독일의 슈바인스학세도 족발과 대동소이한 요리이다. 프랑스 사람은 달콤한 돼지 족발 조림인 피에 드 코숑을 즐겨 먹으며, 이탈리아 사람들은 새해 첫날 돼지 족발인 참포테를 먹는다.

## 영양
족발에는 동물성 젤라틴 성분이 풍부한데, 젤라틴은 인체의 관절, 연골, 힘줄, 피부, 내낭표피 등 많은 조직의 주요 성분인데 이것은 체내에서 합성하지 못하므로 외부에서 직접 섭취해야 한다. 바로 족발의 껍질과 힘줄이 모두 젤라틴이며 붙어 있는 살은 쫄깃하고 달콤하다. 그래서 근래에는 여성들이 피부미용에 좋다고 한다.
족발은 콜라겐이나 엘라스틴 등의 단백질 성분이 주체로 되어있으며, 껍질 고기 힘줄 연골이 맛있고 뼈와 발톱 이외에는 전부 먹을 수 있을 정도로 버릴 것이 없다. 족발에는 단백질이 풍부하고 무기질이 적으므로 늦은 밤 출출할 때 밤참으로 좋고 술 한 잔 하면서 먹는 술안주로도 그만이며, 어린이와 체력소모가 많은 수험생의 간식으로도 좋은 영양식이다. 또한 돼지고기에는 중금속을 제거하는 효과가 있다는 것이 과학적으로 증명되기도 하였다.

## 조리와 섭취
돼지는 앞발이 뒷발보다 더 크므로 앞발은 대자로 팔고 뒷발은 소자로 판매한다. 간장, 마늘, 생강, 대파, 양파, 설탕, 후추, 소주 등 다양한 재료를 넣는데, 그 외에 넣는 독특한 재료와 조리 순서에 따라 냄새도 덜 나고 더 맛깔스러운 족발을 만들 수 있다. 경우에 따라서는 새우젓을 곁들여 먹기도 한다.

## 사진

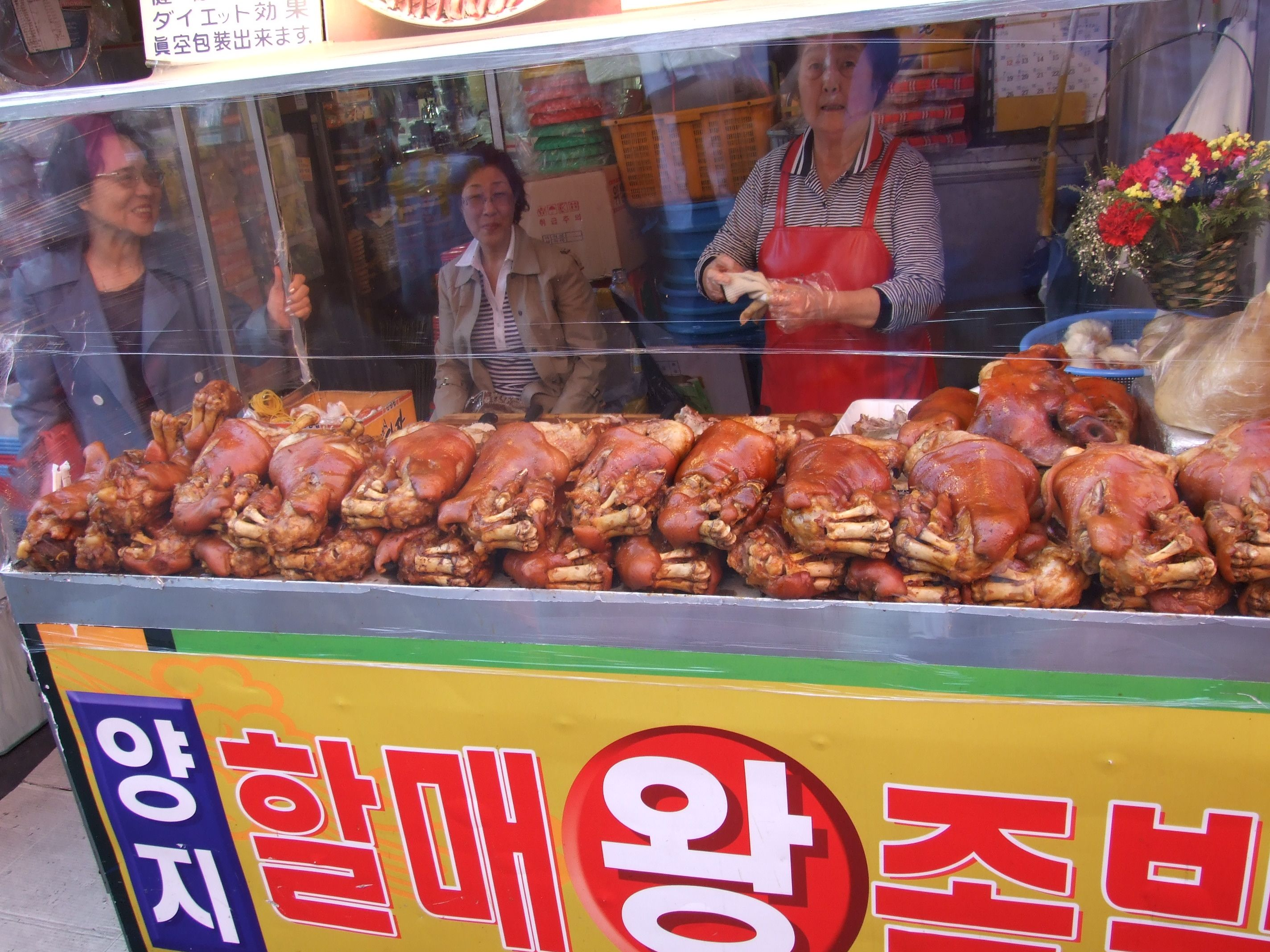
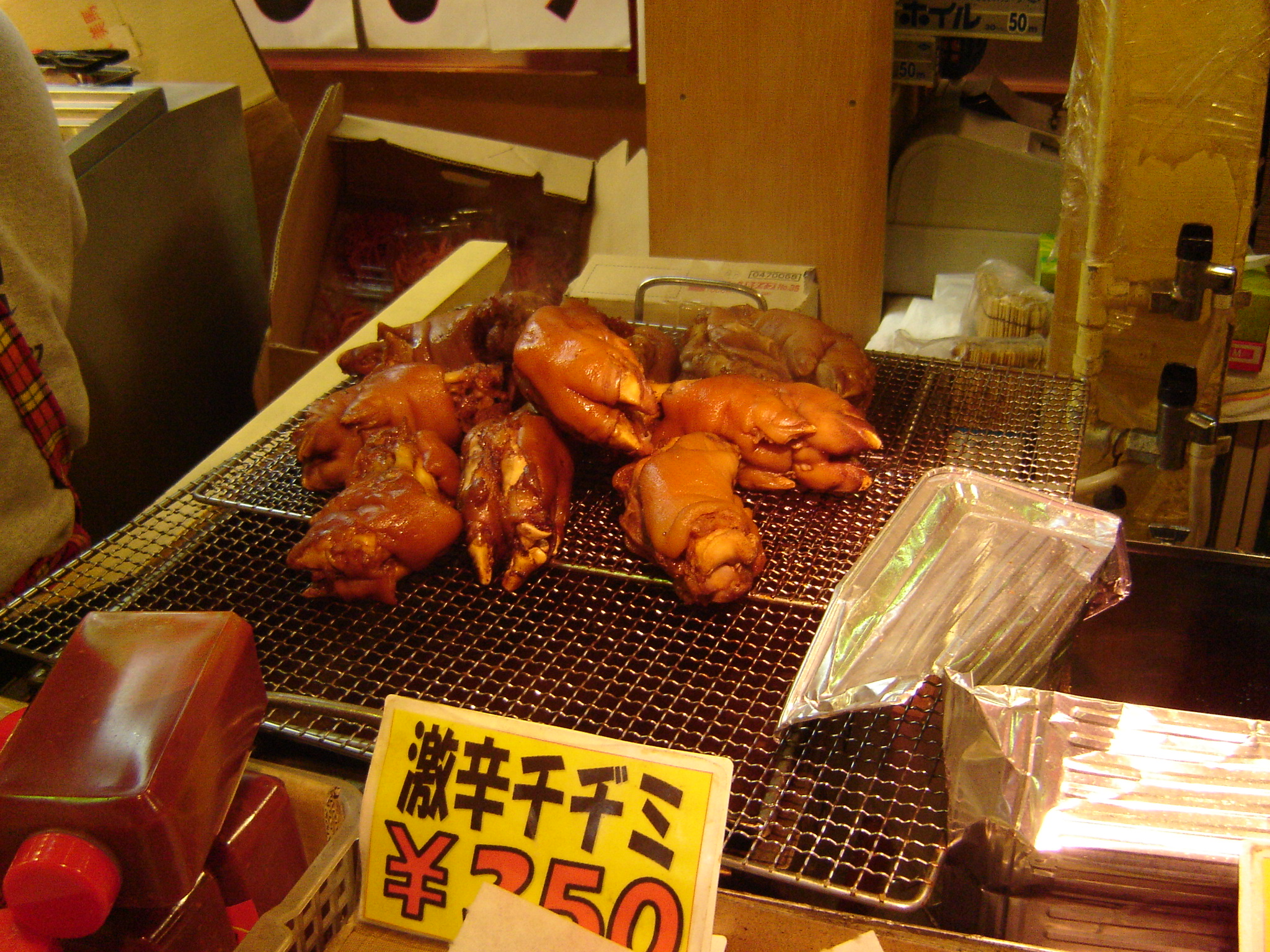
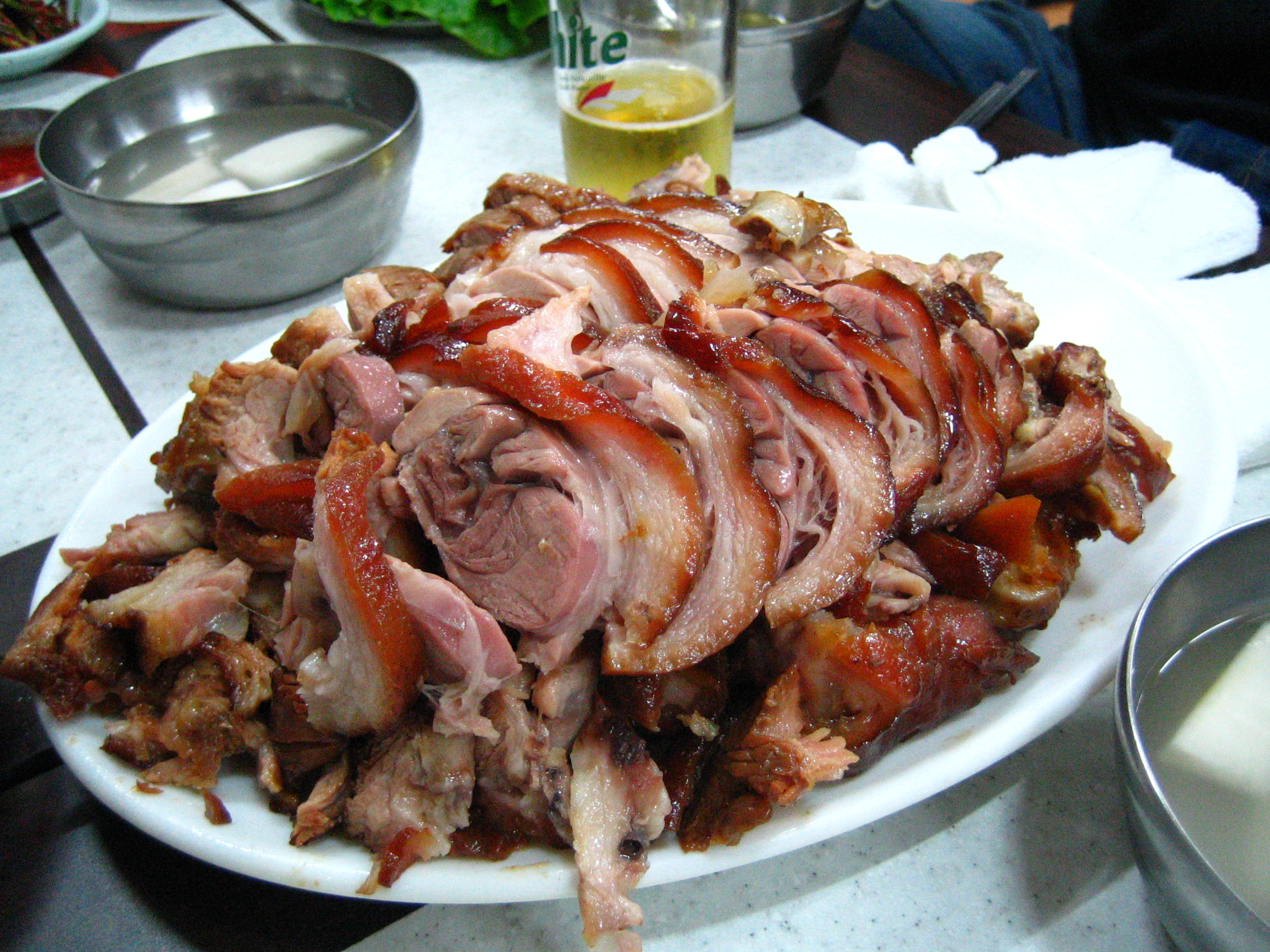
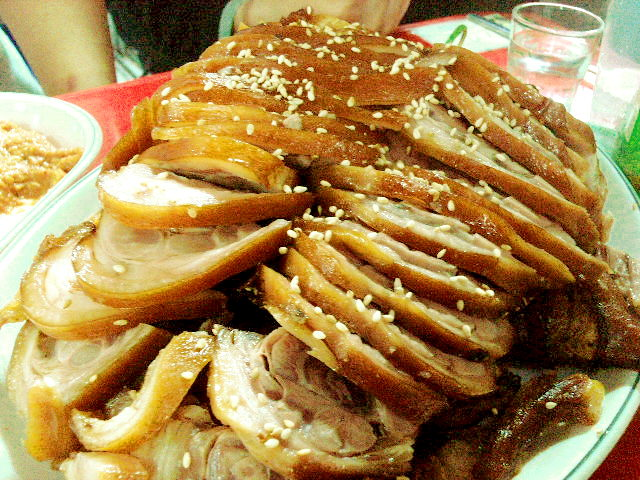
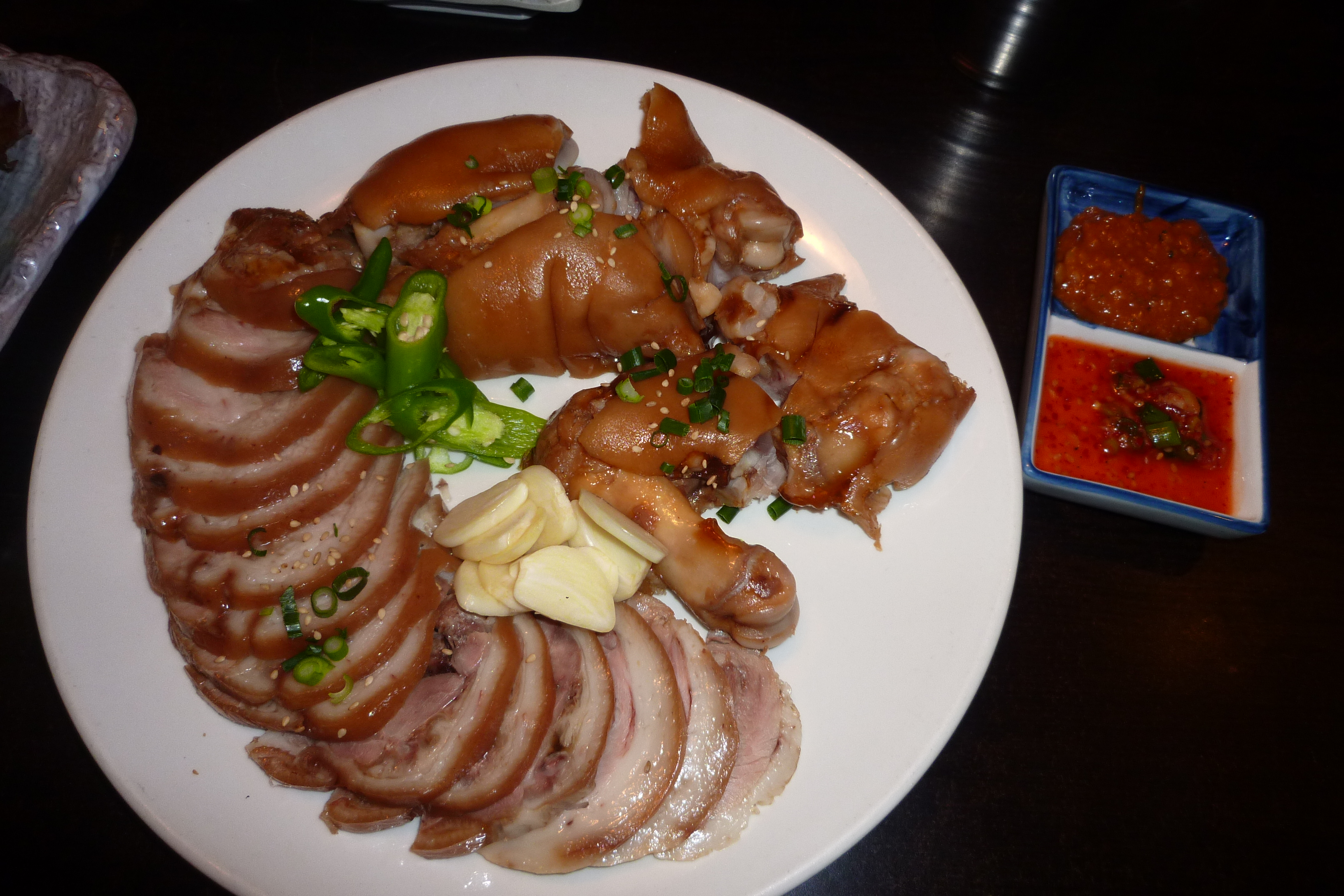
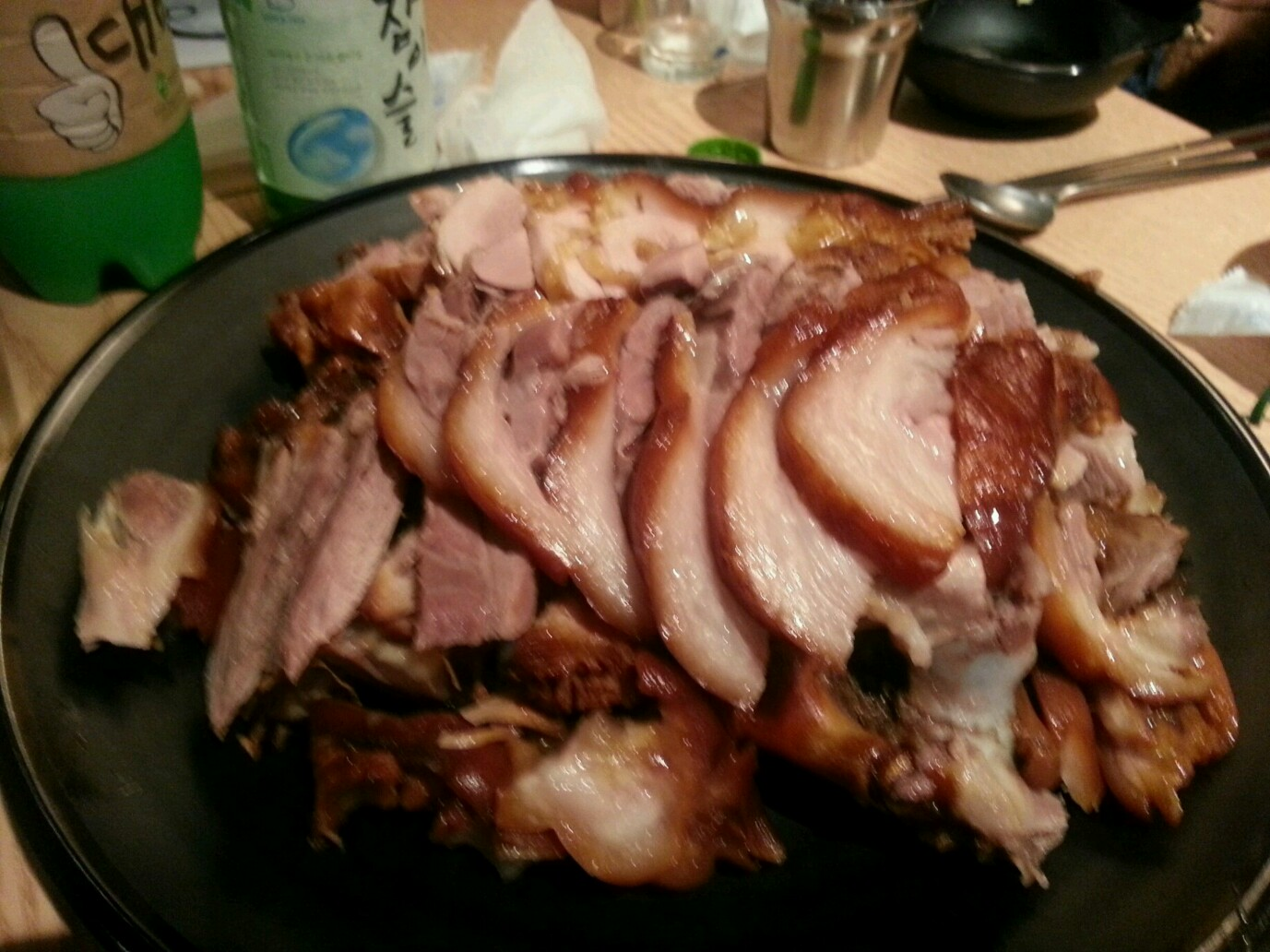
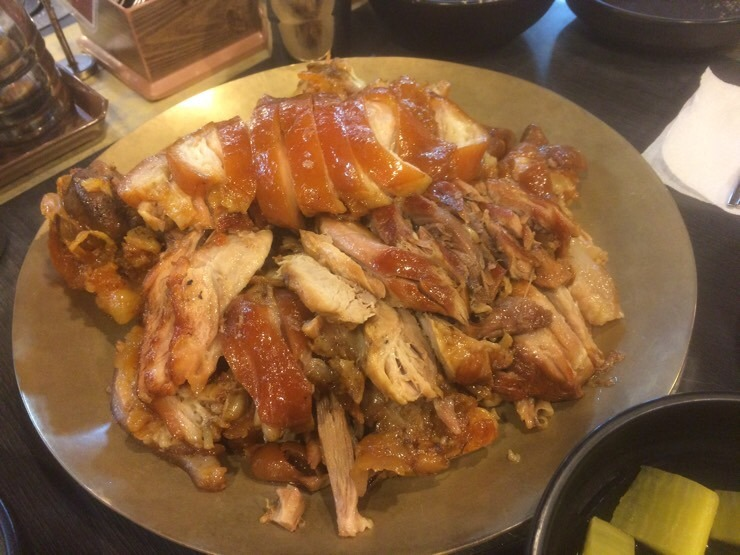

## 같이 보기
- 한국 요리
- 새우젓
- 보쌈
- 수육